# Yerba Brava
Yerba Brava est un groupe de cumbia villera argentin, originaire de San Fernando, Grand Buenos Aires.

## Biographie
En 1998, un groupe de jeunes gens décide de former un groupe de cumbia qui se définit comme sonidera et testimonial. Son style est similaire à la cumbia colombienne et ses paroles racontent leurs propres histoires et expériences et tout ce qui les blesse, les rend heureux ou passionnés. L'idée de former un groupe vient en réfléchissant à la manière d'aider les personnes dans le besoin : ils ont organisé des festivals et essayé de donner un coup de main à un petit garçon ou une petite fille dans le besoin. Le groupe est formé avec Juan Carlos « El Monito » Ponce, au chant, Ezequiel, Martín, Pablo, Beto et Víctor - qui ont ensuite fait partie de Flor de Piedra. À cette époque, ils faisaient des reprises de La Nueva Luna, Sombras et d'autres groupes à la mode. En raison de problèmes internes, le groupe se dissout mais, quelque temps plus tard, il se reformé et décide de s'appeler Yerba Mala.
En 2000, le groupe sort Cumbia villera, leur premier et très attendu album, qui en peu de temps est certifié, à la surprise de beaucoup, un disque de platine et la chanson La Cumbia de los trapos est adoptée par tous les fans comme hymne infaillible. En quelques mois, Yerba Brava devient un phénomène non seulement musical mais aussi social. Peu à peu, leur calendrier de représentations s'étoffe, ce qui les amène même à franchir les frontières du pays, gagnant le respect et la reconnaissance des publics chilien, paraguayen et bolivien.
En 2006, alors que Santi, Rasta et Yerba préparent leur nouvel album et une tournée en Amérique, ils enregistrent un spectacle sur DVD, jouant les deux chansons classiques (avec des reprises et adaptées au nouveau style du groupe). À la fin de cette année, ils sortent leur nouvel album, Con buena leche. Ya no llores est le premier morceau et le grand succès du groupe. Les autres chansons étaient Activando cumbia, Tuyo siempre (en l'honneur d'Andrés Calamaro) et Tuyo siempre (en l'honneur d'Andrés Calamaro). En 2007, ils sortent une compilation intitulé 20 grandes éxitos.
Le 17 mars 2014, Juan Carlos « El Monito » Ponce décède d'un accident vasculaire cérébral à l'âge de 49 ans. Sa mort fait écho non seulement dans la scène musicale tropicale, mais aussi dans la société dans son ensemble, car Ponce était l'un des fondateurs de la cumbia villera. À l'occasion du deuxième anniversaire de la mort de Ponce, des premiers représentants de la cumbia villera, dont Traiko, leader de Meta Guacha, qui chantera la chanson qui a tiré le groupe vers la gloire, Pibe Cantina ; et Daniel Lescano, qui a fait polémique à l'époque avec Yerba Brava, et qui reprendra la chanson Canción de la yuta, lui rendent hommage avec d'autres groupes et la formation actuelle de Yerba Brava pendant un concert sur le programme de télévision Pasión de sábado.
En 2018, leur nouvel album La Voz del pueblo sort avec un style similaire aux deux premiers albums de Yerba Brava.

## Discographie
- 2000 : Cumbia villera
- 2001 : 100% Villero
- 2002 : Corriendo la coneja
- 2002 : CD en vivo
- 2003 : De culo
- 2004 : Nunca se acaba
- 2005 : Volando alto
- 2006 : Con buena leche
- 2007 : 20 Grandes éxitos
- 2009 : Cuarta generación
- 2010 : Un clásico
- 2012 : Humilde 10 años
- 2018 : La Voz del pueblo